# Stanley Clarke (альбом)
Stanley Clarke — второй студийный альбом американского джаз-рокового бас-гитариста Стэнли Кларка, выпущенный в 1974 году на лейбле Epic/Nemperor.  Одноименный сольный альбом включал в себя ритмичный фанковый джем «Lopsy Lu», записанный звёздным составом, включавшим барабанщика Тони Уильямса, Яна Хаммера на синтезаторе и Билла Коннорса на электрогитаре.

## История создания
Stanley Clarke был вторым альбомом басиста после Children of Forever (1973), и эти две записи отражали продолжающуюся работу Кларка в группе Return to Forever Чика Кориа. Когда позже в том же году Return to Forever перешли на более электрический стиль с гитарно-тяжелым Hymn of the Seventh Galaxy (1973), то же самое сделал и Кларк. Он сочинил и аранжировал большую часть музыкального материала, а также взял на себя обязанности продюсера альбома.

«Это первый из моих настоящих электрических альбомов. Мне очень нравится звук — он богатый, полный и яркий. Многим людям из разных жанров музыки он понравился. На второй стороне есть несколько оркестровых моментов, и есть немного акустического баса»— Стэнли Кларк, интервью MusicRadar
Нью-йоркский лейбл Nemperor Records и его шеф Нэт Вайсс предоставили Стэнли Кларку творческую свободу исследовать многочастные симфонические произведения наряду с фанк-роковыми джемами, и его сессии привлекли именитых музыкантов того времени — Ян Хаммер пришел на клавишные вместо Чика Кориа, Билл Коннорс заменил Пэта Мартино на гитаре, а Тони Уильямс — Ленни Уайта на барабанах.
Стэнли Кларк впервые работал с Кеном Скоттом в студии в качестве звукорежиссера, который познакомил его с техникой записи на половинной скорости. Стэнли играл так быстро на басу, что его нотам не хватало ясности. Поэтому Кен предложил ему сделать запись на половинной скорости, но на октаву ниже, чтобы сохранить чистоту нот. А затем при микшировании воспроизвести плёнку с нормальной скоростью, но на октаву выше. Это позволило услышать каждую басовую ноту в итоговом миксе.

## Об альбоме
В альбоме Стэнли Кларк и его коллеги-музыканты, как пишет онлайн-журнал Written in Music, предлагают джаз-фанковый фьюжн очень высокого уровня, который характеризует жёсткая и энергичная игра на струнах — именно так обращается с бас-гитарой Стэнли Кларк. Музыкант рассказал в интервью онлайн-изданию PopMatters, что он всегда намеревался писать музыку для баса, музыку, которая подчеркивала бы уникальный звук и возможности бас-гитары.
«Vulcan Princess», открывающая альбом пьеса, полная басовых ритмов и меняющихся темпов, в которой Уильямс и Кларк выстраивают ритмическую основу, в то время как Хаммер и Коннорс заполняют пространство. «Yesterday Princess» — это короткая песня-поэма, спетая Кларком, наложенная на акустическое фортепиано и бас.
Кларк писал для гитары и других инструментов, но «Lopsy Lu» — это первый сольный хит басиста, вся в ударах и драйвовых низких частотах. По его словам, Тони Уильямс уговорил его включить «Lopsy Lu» в альбом. Музыканты сделали укороченный сингл этой мелодии, и он хорошо был принят слушателями. Через брейк Уильямса «Lopsy Lu»  напрямую переходит в «Power», развивая ритм, в то время как басовая линия Стэнли Кларка становится более фанковой. В 1975 году этот номер войдёт в концертный сет-лист британского гитариста Джеффа Бека, с которым Стэнли запишет несколько треков для своего альбома Journey to Love.
Дебют Кларка также включал замысловатую, вдохновленную классикой «Spanish Phrases for Strings and Bass». Это музыкальное произведение, оркестрованное Майклом Гиббсом, представляет классическую сторону Стэнли. По мнению журнала DownBeat, пространство для струнных здесь разреженное и задумчивое, оставляет Кларка практически полностью в одиночестве исследовать тональную глубину его контрабаса.
Заключительная 14-минутная пьеса «Life Suite», разделенная на четыре части,  варьируется от простого диалога между Хаммером на акустическом фортепиано и Кларком на смычковом контрабасе до энергичной игры кричащей гитары Коннорса. В этой композиции Кларк представил струнную секцию и духовую секцию из шести человек, в которую, среди прочих, вошел Лью Солофф, трубач, игравший в Blood, Sweat & Tears.

## Релиз и критика
Stanley Clarke был издан в декабре 1974 года лейблом Epic/Nemperor и поднялся до 59-й позиции в чарте Billboard 200. Синглом была выпущена сорокопятка «Vulcan Princess / Lopsy Lu».
Альбом вызвал смешанную реакцию музыкальных критиков. Газета Ann Arbor Sun в своём обзоре 1974 года пишет: «Что можно сказать о последнем творении Стэнли Кларка: прекрасные исполнители, но опять же, музыка перепродюсирована, упаковка слишком плотная. Кроме этого, иногда есть вдохновенные рок-ориентированные джемы, связанные вместе с некоторыми красивыми, но типичными духовыми и струнными аранжировками. Альбом страдает от недостатка материала, возможно, из-за того, что Стэнли не хотел делать что-то слишком похожее на своих современников». Музыкальный критик Барри МакРэй из Jazz Journal услышал только однообразие, жёсткость и бесчувственность по отношению к содержанию в композиционном стиле Кларка, но отметил его игру в композиции «Spanish Phrases for Strings and Bass», где Кларк играет на басу «фламенко».
Журнал DownBeat, напротив, считает, что всё в альбоме Стэнли Кларка кажется правильным, как внешне простая, но сложно задуманная модель архитектора. «Кларк (который аранжировал и сочинил большую часть записи) расставил элементы на свои места, гарантируя, что вся музыкальная конструкция не провиснет, не упадет любой момент. Музыка движется логично с тематическим направлением и охватывает необычайно широкий спектр цветов и эмоций».
Коллеги по цеху высоко оценивают инструментальную работу музыкантов. Американский бас-гитарист-виртуоз Виктор Вутен  так говорит об этом альбоме: «Это очень разнообразная пластинка, с большим количеством фанка, но Стэнли также проникает в некоторые другие стили музыки. Этот альбом мне нравится как за игру Стэнли на электрогитаре, так и за его игру на контрабасе. А то, как он играет с Тони Уильямсом, просто потрясающе. Это невероятная комбинация. Для меня это очень мощное высказывание о том, что такое фьюжн — смешение джаза и рока в уникальном стиле Стэнли».
Известный барабанщик Саймон Филлипс, игравший со многими звёздами джаза и рока, выделяет работу Тони Уильямса на ударных: «С того момента, как я послушал пластинку Стэнли, меня действительно увлекла игра Тони Уильямса, и я услышал в его игре пару вещей, которые мне понравились — когда он играет дробь одним ударом, в ней есть вибрация, и он мог создать её из одного барабана. Его прикосновение было просто великолепным, таким мелодичным. Теперь, как мы знаем, это невозможно на ударной установке, но он мог это сделать, он мог играть связанные ноты, как тенор».

## Список композиций
Автор всех композиций Стэнли Кларк, кроме отмеченных отдельно.
Сторона А
1. «Vulcan Princess» — 4:00
2. «Yesterday Princess» (Кларк, Кэролин Кларк) — 1:41
3. «Lopsy Lu» — 7:03
4. «Power» — 7:20

Сторона Б
1. «Spanish Phases for Strings & Bass» (Майкл Гиббс) — 6:26
2. «Life Suite» — 13:47
  - Part I — 1:51
  - Part II — 4:12
  - Part III — 1:03
  - Part IV — 6:41

- Список участников

#### Музыканты
- Стэнли Кларк – бас-гитара, контрабас, гитара, фортепиано, вокал
- Ян Хаммер – клавишные
- Билл Коннорс – гитара
- Тони Уильямс – ударные
- Аирто Морейра – перкуссия в «Life Suite»
- Дэвид Тейлор – тромбон, духовые инструменты
- Джон Фаддис, Джеймс Баффингтон, Лью Солофф, Гарнетт Браун, Питер Гордон – духовые
- Дэвид Надиен, Чарльз МакКракен, Джесси Леви, Кэрол Бак, Беверли Лауридсен, Гарри Сикман, Гарольд Кохон, Пол Гершман, Гарри Лукофски, Эмануэль Грин – струнная секция
- Майкл Гиббс – струнные и духовые инструменты

#### Производство
- Стэнли Кларк – продюсер
- Кен Скотт – звукорежиссер
- Брайан Гарднер – мастеринг-инженер
- Дэйв Уитмен – помощник звукорежиссера